# 아래마루소엽
아래마루소엽(inferior parietal lobule) 또는 하두정소엽(下頭頂小葉)은 대뇌 반구의 가쪽 면에서, 마루엽의 아래쪽 약 1/2에 해당하는 부분으로 중심뒤고랑(postcentral sulcus)의 뒤쪽, 마루속고랑(intraparietal sulcus)의 아래쪽에 해당한다.  뇌의 기능 국재화(functional specialization)에서는 기억 및 언어의 산출 그리고 시각적 언어 정보를 청각적 정보로 변환하는 것과 연관있다고 알려져있다.

## 구조
아래마루소엽은 중심뒤고랑보다 뒤쪽에 있는 마루엽의 영역 가운데에서 마루속고랑보다 아래쪽에 있는 부분을 가리킨다. 아래마루소엽을 다시 모서리위이랑(supramarginal gyrus, 연상회)과 모이랑(angular gyrus, 각회)의 세부 영역으로 나눌 수 있다. 연상회(supramarginal gyrus)는 가쪽고랑의 뒤가지(posterior ramus)가 위쪽으로 꺾여 끝나는 부분 근처에 존재하는 두정엽의 영역을 가리키며, 관자엽의 위관자이랑과 이어진다. 각회(angular gyrus)은 위관자고랑이 끝나는 부분 근처에 존재하는 두정엽의 영역을 가리키며, 관자엽의 중간관자이랑과 이어진다.
| |
| 노란색 영역은 아래마루소엽이며, 해부학적으로 중심뒤고랑과 마루속고랑으로 경계 지어진다. 모서리위이랑과 모이랑으로 나눌 수 있다. |

## 언어처리
|                                                                       |
| (예시) 아래마루소엽 안쪽(배측)에는 해마(hippocampus)가 자리잡고 있다. |

뇌 백질의 언어처리에 있어서 제3의 영역이 국재(localization)하는 아래마루소엽의 모이랑과 모서리위이랑이 간접적인 부전경로(accessory  pathway)로서  직접적인 맞교차 경로(commissural pathway)로 알려진 궁상섬유속(arcuate  fasciculus)의 손상에서 두 뇌 언어영역의 단절로 인하여 특징적인 실어증적인 증상들이 발생하는 것으로는 잘 설명될 수 없는 증상들의 틀을 제공한다고 알려져 있다. 이러한 맥락은 아래마루소엽이 해부학적으로 언어기억인출 및 저장과 관련해서 해마체와 변연계 간 공간적 연관성을 가진다는 것을 보여준다.

## 같이 보기
- 후두엽
- 대상회

## 참고 문헌
- (입 움직임 시각 단서가 청각 언어 지각에 미치는 영향 - 구조 방정식 모델 연구, The influence of visual mouth cue on auditory speech perception: Structural Equation modeling 김희정, 이동수, 강은주 <한국심리학회지: 인지 및 생물> 제20권 제4호 2008.12 223 - 246 KCI 등재) https://www.dbpia.co.kr/journal/articleDetail?nodeId=NODE06374475&nodeId=NODE06374475&language=ko_KR
- (Brain & Neuro Rehabilitation Vol.2, No.1, March, 2009, 전도성 실어증을 유발하는 뇌 병소성균관대학교 의과대학 삼성서울병원 재활의학교실, 한림대학교 의과대학 성심병원 재활의학교실,조남순ᆞ온석훈ᆞ장현정ᆞ전희정ᆞ이강우ᆞ김연희 Brain Lesions in Conduction Aphasia)https://synapse.koreamed.org/upload/SynapseData/PDFData/0176bn/bn-2-85.pdf